# Amsbergs kapellförsamling
Amsbergs kapellförsamling var en församling i Västerås stift i nuvarande Borlänge kommun. Församlingen uppgick 1929 i Stora Tuna församling.
Församlingskyrka var Amsbergs kapell.

## Administrativ historik
Församlingen bildades som kapellag 1647 genom en utbrytning ur Stora Tuna församling, blev senare  kapellförsamling och gick åter upp i moderförsamlingen 1929 efter att varit i pastorat med Stora Tuna sedan utbrytningen. Namnet var före 1825 Amundsbergs församling Beslutet om upphörande fattades den 31 mars 1928.

## Befolkningsutveckling
| Befolkningsutvecklingen i Amsbergs kapellförsamling 1840–1850 | Befolkningsutvecklingen i Amsbergs kapellförsamling 1840–1850 | Befolkningsutvecklingen i Amsbergs kapellförsamling 1840–1850 | Befolkningsutvecklingen i Amsbergs kapellförsamling 1840–1850 | Befolkningsutvecklingen i Amsbergs kapellförsamling 1840–1850 |
| ------------------------------------------------------------- | ------------------------------------------------------------- | ------------------------------------------------------------- | ------------------------------------------------------------- | ------------------------------------------------------------- |
|                                                               |                                                               |                                                               |                                                               |                                                               |
| År                                                            |                                                               |                                                               | Folkmängd                                                     |                                                               |
| 1840                                                          | 1840                                                          |                                                               | 954                                                           |                                                               |
| 1850                                                          | 1850                                                          |                                                               | 1 034                                                         |                                                               |
| Anm: Källor: Umeå universitet - Tabellverket 1749-1859.       |                                                               |                                                               |                                                               |                                                               |